# Inibidor da anidrase carbónica
Os Inibidores da anidrase carbónica são um grupo de fármacos diuréticos, que actuam no Rim, aumentando o volume e diminuindo a concentração da urina.

## Mecanismo de acção
Inibem a enzima anidrase carbónica, responsável pela conversão de água e dióxido de carbono em ácido carbônico.
Esta inibição permite reduzir a reabsorção de bicarbonato para o sangue, juntamente com sódio (bomba transporte ativo secundário- antiporte).O sódio vai ser mais excretado e, uma vez que a reabsorção de água está diretamente dependente da de sódio, aumenta também a excreção de água.

## Efeitos
São diuréticos pouco potentes.

### Efeitos adversos
- Acidose metabólica
- Hipocalemia

## Usos clínicos
O uso de diuréticos deve ser feito com restrição do sal na dieta, pois o seu efeito poderá aumentar o apetite por sal, e se este for ingerido em grandes quantidades, não terá efeito.
Hoje em dia este grupo raramente é usado como diurético. São usados no tratamento do glaucoma (reduzem a formação do humor aquoso do olho pelo mesmo mecanismo).

## Fármacos do grupo
- Acetazolamide
- Dorzolamide